# جیمز مینگوس
جیمز مینگوس (انگلیسی: James Mingus؛ زادهٔ ۱۹۶۴) ژنرال نیروی زمینی ایالات متحده آمریکا است، که از سال ۲۰۲۴ به‌عنوان جانشین رئیس ستاد نیروی زمینی ایالات متحده آمریکا فعالیت می‌کند.
مینگوس فعالیت نظامی را از سال ۱۹۸۱ در نیروی زمینی آمریکا آغاز کرد، از ۲۰۱۴ تا ۲۰۱۵ معاون راهبردی، برنامه‌ها و سیاست‌گذاری فرماندهی مرکزی ایالات متحده آمریکا بود و از ۲۰۱۵ تا ۲۰۱۶ به‌عنوان جانشین فرمانده لشکر ۴ پیاده فعالیت می‌کرد. 
وی در فاصله سال‌های ۲۰۱۶ تا ۲۰۱۸ مدیر مرکز عالی فرماندهی مأموریت مرکز تسلیحات ترکیبی ارتش ایالات متحده بود، از ۲۰۱۸ تا ۲۰۲۰ فرماندهی لشکر ۸۲ام هوابرد را برعهده داشت و از ۲۰۲۰ تا ۲۰۲۲ به‌عنوان مدیر ستاد مشترک نیروهای مسلح آمریکا فعالیت می‌کرد.